# Moanin' in the Moonlight
 Moanin' in the Moonlight (Gimiendo a la luz de la luna en español) es el primer recopliatorio del músico estadounidense de blues Howlin' Wolf, lanzado en 1959 por Chess. Contiene el clásico sencillo de 1951 Smokestack Lightning.
En el 2020 fue ubicado en el puesto 477 por la revista Rolling Stone, en su lista de los 500 Mejores Álbumes de Todos los Tiempos 